# Acraea sambavae
Acraea sambavae är en fjärilsart som beskrevs av Ward 1873. Acraea sambavae ingår i släktet Acraea och familjen praktfjärilar. Inga underarter finns listade i Catalogue of Life.